# Хендерсон, Флоренс
Фло́ренс А́гнес Хе́ндерсон (англ. Florence Agnes Henderson; 14 февраля 1934, Дейл, штат Индиана, США — 24 ноября 2016, Лос-Анджелес, США) — американская актриса и певица, наиболее известная по роли в ситкоме «Семейка Брейди».

## Биография
Была самой младшей из десяти детей в семье Джозефа и Элизабет Хендерсон. После окончания католической академии св. Франиска в Оуэнсобо, штат Коннектикут, она переехала в Нью-Йорк, где поступила в Американскую академию драматического искусства.
В 1952 году дебютировала на Бродвее, где спустя пару лет появилась в популярных мюзиклах «Оклахома!» и «Фанни». В эти годы у актрисы возникли проблемы со средним ухом, лечилась в Институте уха Хауса в Лос-Анджелесе. В 1962 году актриса стала обладательницей премии Сары Сиддонс за её активное участие в постановках чикагских театров. Широкое признание ей принесла роль Кэрол Брейдив популярном американском телесериале «Семейка Брэди», который транслировался на ABC с 1969 до 1974 год.
В дальнейшем её карьера была тесно связана с телевидением, где Хендерсон исполнила ряд ролей в популярных телесериалах, таких как «Она написала убийство», «Остров фантазий», «Лодка любви», «Мир Дейва», а также была гостей во различных телевизионных шоу. На большом экране актриса появлялась довольно редко, и наиболее известной её ролью стала бабушка в экранизации телесериала «Семейка Брэди».
В 1996 году за большой вклад в телевидение США она была удостоена звезды на Голливудской аллее славы.
Хендерсон умерла 24 ноября 2016 года в Седарс-Синайском медицинском центре в Лос-Анджелесе в возрасте 82 лет. По словам её менеджера причиной смерти стала сердечная недостаточность. После кремации похоронена на Вествудском кладбище.